# نوشکله‌ترازو
‌نوشکله ترازگ، Mishklah , با نام محلی سید رضی ترازگ روستایی از توابع بخش مرکزی شهرستان اسلام‌آباد غرب در استان کرمانشاه ایران است..
نام این روستا از جد و موسس آن یعنی سید رضی است برگرفته شده است‌. گویی بعد مرگ ایشان چند مرد آمده و با شتر ایشان را به عراق و شهر نجف برده شده و درکنار قبر امیر المومنین علی ع دفن شده اند.
یکی از قدیمی‌ترین پوشش زنان این روستا سربند یا سَروَن است که غالباً توسط کی بانوان (زنان مسن)مورد استفاده قرار می‌گیرد و از صنایع دستی آنها می‌توان به موج بافی،، چیت بافی، رسن بافی اشاره کرد.
اما امروزه به گذشت زمان پوشش آنها تغیر یافته 

یکی از بزرگترین مشکلات روستا امروزه نداشتن مسجد و یا جایی برای عبادت و سوگواری مردم است.
مسئولان لطفا برای اجرای طرح مسجد در این روستا اقدامی انجام دهند.
در ۱۹ دی ماه ۱۴۰۰، سایت LTR-Pro در این روستا راه‌اندازی شد و با راه‌اندازی این سایت ارتباطی ایرانسل مجهز به تکنولوژی LTE-Pro برای اولین بار این روستا به اینترنت پر سرعت دسترسی پیدا کرده و اما فقط ایرانسل است و گاهی اوقات قطع می‌شود.جاده‌های ارتباطی اطراف، روستاهای «زواره کوه» و «ترازک کسان» نیز از آن بهره‌مند شده‌اند.
مردمان این روستا اغلب به کشاورزی و دام پروری مشغول اند،
شغل برخی از اهالی  تربیت اغنام و احشام است. 
اراضی این روستا غالبا از نوع دیم است و محصولاتی همچون گندم،نخود،عدس و جو در آن کشت میشود،
از محصولات فصلی این منطقه می توان به کنگر و شوکه ، ونِگی اشاره کرد؛
شوکه، شيره‌ای بسيار مقوی كه از كلاهک بلوط در كوهستان‌های اطراف روستا تهيه مي‌شود و قرن‌هاست كه منبع درآمد  برخی از مردمان كوهستان‌نشين است چرا كه به علت آب و هوای بسيار مطلوب و خاك مناسب، منبع رويش بلوط‌های پربارتر است. اين محصول از لحاظ ارزش غذايی، بسيار غنی و با ارزش است،
کَنْگَر، گیاهی است خودرو با برگ‌های خاردار و ساقه‌های ضخیم شبیه به کرفس که از آن در پخت سوپ، خورش و حتی به‌صورت خام در سالاد استفاده می‌کنندو خواص دارویی بسیاری دارد این گیاه غنی از پتاسیم بوده، و از نظر انرژی غنی است. کنگر طبیعتی گرم و خشک دارد و به همین علت آن را با ماست نیز می‌خورند
اما متأسفانه مردم دیگر مراعات نمی‌کنند و در ختان را قطع می‌کنند.
وَنِگی،نوعی کرفس کوهی گیاهی بومی از خانواده چتریان است که به صورت وحشی در این روستا رشد می کند که اندام هوایی این گیاه در طب سنتی برای درمان فشارخون، زخم و التهاب استفاده می شود. و از سالیان دراز ونگی به علت اثرات ضد درد، ضد التهاب، آرام‌بخش و ضد سرفه مورد استفاده بوده است. همچنین این گیاه دارای اثرات ضد ویروس، ضد دیابت، ضد سرطان بوده و آن را به عنوان عامل پیشگیری کننده از زخم معده مطرح می‌کنند.
این روستا با مساحتی در حدود ۶۰ هکتار در دهستان حومه جنوبی اسلام آباد غرب قرار دارد و براساس سرشماری مرکز آمار ایران در سال ۱۳۸۵، جمعیت آن ۱۲۳ نفر (۲۴ خانوار) بوده‌است. #
اما امروزه جمعیت روستا افزایش یافته‌است.
________________